# Baran Kosari
Baran Kosari (en persa: باران کوثری‎; nacida el 17 de octubre de 1985 en Teherán, Irán) es una actriz ganadora del Cristal-Simorgh. La  iraní es hija de la directora Rakhshan Bani Etemad, y el productor Jahangir Kosari.

## Biografía
Se graduó de la academia Soureh. El Mejor Papá del Mundo (1991) fue su primera experiencia actuando. Había hecho apariciones en algunas de las películas de su madre, Nargess (1991), The Blue-Veild (1994), May Lady (1997), Kish Stories (Rain and Ladsman episode - 1998), Under the Skin of the City (2000), Our Time (documental - 2001).. En 2007 fue nominada a la mejor interpretación por una actriz en Asia-Pacífico Screen Award por su actuación en Mainline.
Baran Kosari también ha comprobado sus habilidades como actriz de teatro al actuar en la pieza "Over the Mirror" (1997), con Azita Hajian.

## Filmografía

### Cine
- El Mejor Papá del Mundo - Behtarin Babaye Donya (1991)
- Nargess - Nargess (1991)
- El Azul-Veild - Rusariye Abi (1994)
- Señora de Mayo - Banuye Ordibehesht (1997)
- Historias de la Isla (episodio de Baran y Bumi) - Dastanhaye Jazireh (episode Baran o Bumi) (1999)
- Bajo la piel de la ciudad - Zire puste Shahr (2000)
- Bajo la Piel de la Lluvia (Documental) - Zire puste Baran (Documental) (2000)
- Nuestro Tiempo (Documental) - Ruzgare Ma (Documental) (2001)
- Baila en el Polvo - Raghs Dar Ghobar (2002)
- Tarjeta Ganadora – Barge Barandeh (2003)
- Dormitorio de las Niñas - Khabgahe Dokhtaran (2004)
- Gilaneh (2004)
- Cruce de Caminos - Taghato (2005)
- Centro de Margen (Documental) - Hashiyeye Markazi (2005)
- Kheng Abad (2005)
- Raza Mágica - Nasle Jaduei (2006)
- Línea Principal - Khun Bazi (2006)
- El Tercer Día – Ruze Sevom (2006)
- El éxito Compulsivo - Tofighe Ejbari (2007)
- El Silly - Ablah (cortometraje) (2007)
- Dulce (Documental) - Shirin (2007)
- Pandereta - Dayere Zangi (2007)
- Blanco Sneaker - Katuniye Sefid (2007)
- El Cielo Negro de la Noche (Documental) - Asemane Siyahe Shab (2008)
- Avantaj (cortometraje) (2008)
- Cartero does'nt Knock Tres Veces - Postchi Se bar Dar Nemizanad (2008)
- Heiran (2008)
- Mizak (2008)
- 50 kg de Cereza - 50 Kilo Albalu (2009)
- Nada - hich (2009)
- Por Favor, No Molestar - Lotfan Mozahem Nashavid (2009)
- Puzzle (Historia de Paria) - Pazel (Ghesseye Paria) (2009)
- De Nuevo la Madre Tiempo - Bare Digar Madar (2009)
- Chilish – Bacheh Naneh (2009)

### Serie de TV
- Santos - Sahebdelan (2006)
- Vamos a la salida del sol - Bogzar Aftab Barayad (1998)

## Teatro
- Menos 2 - Menhaye 2 (2010)
- Mariposas - Parvaneha (2010)
- Shahrzad (2010)
- Perro- Silencio - Sag Sokut (2009)
- Cuarteto - Quartet (2007)
- Dentro de las Nubes - Dar Miyane Abrha (2005)
- A través de los espejos - Aan Suye Ayeneh (1997)

## Premios
- Mejor Actriz / 1ª Nacional iraní joven Festival de Cine / Ablah / 2010
- Mejor Actriz / Celebración 11 Cine Irán / Khoon Bazi / 2007
- Mejor Actriz / 25 Festival Internacional de Cine de Fajr / Irán competencia / Khoon Bazi, Ruze Sevom / 2007
- Diploma / 25 Festival Internacional de Cine de Fajr / Concurso Internacional / Khoon Bazi / 2007
- Mejor actriz adolescente / Crítica Elegir / Baran o Bumi, Zire Puste Shahr / 2000

## Otras Actividades
- Guionista (Ablah - 2007)
- Secretario de Escena (Gilaneh - 2004)
- Festival de Inquisidor, 17 Festival de Cine de adolescentes (Isfahán - 2002)

## Fuente
- Baran Cine
- Baran Noticias Archivado el 6 de marzo de 2021 en Wayback Machine.